# Dipoena striata
Dipoena striata är en spindelart som beskrevs av Jörg Wunderlich 1987. Dipoena striata ingår i släktet Dipoena och familjen klotspindlar.
Artens utbredningsområde är Kanarieöarna. Inga underarter finns listade i Catalogue of Life.